# Taxón cajón de sastre
Taxón cajón de sastre es un término usado en los círculos taxonómicos para referirse a los taxones que se definieron principalmente para clasificar a los organismos que no encajaban en ningún otro. Se definieron típicamente enumerando las carencias de determinados caracteres de los especímenes o por no pertenecer a uno o más taxones afines. Generalmente en la actualidad se consideran parafiléticos o polifiléticos y por lo tanto en la mayoría de los casos no se consideran taxones válidos según las reglas de la taxonomía moderna.
La familiar categoría invertebrados es un claro ejemplo de una categoría del tipo «y todo lo demás», en la que se metió a todos los animales que no tenían columna vertebral. Otros ejemplos de taxones cajón de sastre son: Protista, Carnosauria, Thecodontia y Tricholomataceae. Algunas veces durante las revisiones taxonómicas los nombres de estos taxones cajón de sastre pueden ser rescatados redefiniendo sus criterios de inclusión y haciéndolos más restrictivos, sacando a alguno de sus miembros y metiendo a otros. Así se pudo salvar por ejemplo Carnosauria o Megalosaurus. Otras veces el nombre del taxón está demasiado implicado con la categorización incorrecta como para poder ser salvado. Entonces se los sustituye por otros nombres nuevos, más restrictivos. Por ejemplo Rhynchocephalia en lugar de Thecodontia, o bien se vacían y se abandonan definitivamente, como ocurrió con Simia. 
Otro caso relacionado es el de los «taxones de forma». Los taxones de forma son taxones cajón de sastre que se usaron para agrupar seres vivos con un modo de vida común, a menudo generalista, y en consecuencia han adquirido formas corporales parecidas debido a la convergencia evolutiva. Por ejemplo la fauna de Ediacara que fue la precursora de la explosión cámbrica y que no está relacionada con ningún filum moderno, se considera actualmente un taxón de forma, ya que sus antiguos componentes provenían de líneas filogenéticas diversas. Otro ejemplo fue el caso de las aves marinas "Graculavidae". Este último fue inicialmente descrito como una familia de 
Neornithes pero actualmente se considera como un grupo no natural, con linajes de aves sin relación con una forma de vida similar.